# Chivoli
Chivoli (Chivori in dialetto locale) è una località della città di Nocera Inferiore. È parte del quartiere di Piedimonte-Pietraccetta.

## Geografia
Il passo di Chivoli dà il nome all'omonima strada e alla località. L'area taglia in due i colli nocerini del Torricchio e di Sant'Andrea. La salita panoramica di Chivoli collega i rioni di Piedimonte e di Villanova.

## Storia
Secondo alcuni storici locali, il colle di Chivoli (o del Torricchio) era praticato già in epoca antica per i giacimenti di tufo. Nel 936 un atto del codice diplomatico Cavense la nomencla come in locum nuceria ad saltera , ubi diciturad cleulu .
Probabilmente, l'area garantiva un collegamento naturale tra la città di Nuceria e i pagi rurali e le ville rustiche. Diversi anche i ritrovamenti funerari d'epoca tardo-antica.

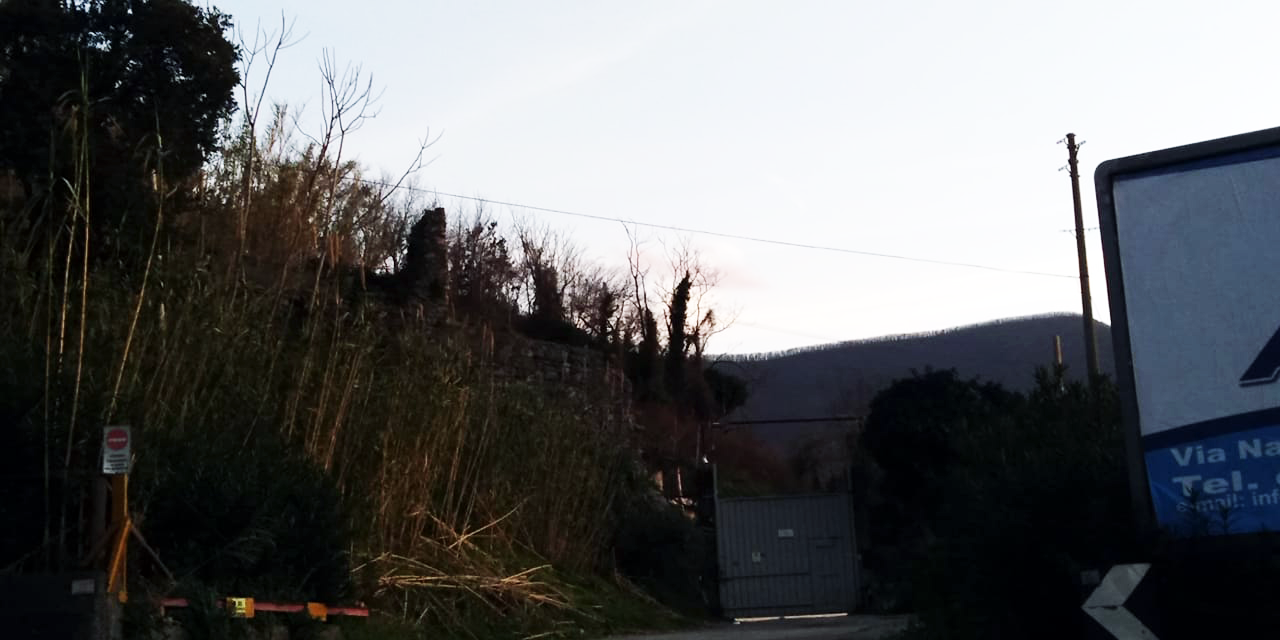
Resti delle mura di cinta lungo via Chivoli

Tramite il Codex diplomaticus Cavensis, è stata ipotizzata la presenza di una chiesa dedicata a San Giovanni ai piedi del Castello del Parco. Secondo il codice, questa chiesetta era ubicata nella zona di Cliulo (o Chiùro)., nel XVI secolo la funzione parrocchiale della chiesa fu trasferita nella struttura di sua pertinenza del borgo di Cicalesi.
Il passo, durante il medioevo, era controllato direttamente dal sovrastante maniero nocerino, le quali mura percorrevano proprio quest'area, vi è spesso nomenclata anche una dogana in quest'area.
Nel corso del XVIII secolo, l'area faceva parte dell'Università di Nocera Corpo, ed era già conosciuta col suo toponimo attuale. Dal successivo secolo divenne un punto di snodo tra Nocera ed i casali del circondario di Sarno. Dal 1851 è parte del comune di Nocera Inferiore. Nel XX secolo a Chivoli sorgeva una succursale dell'ospedale psichiatrico Vittorio Emanuele.